# سیوداد مادرو
سیوداد مادرو (به اسپانیایی: Ciudad Madero) از شهرهای کشور مکزیک است که در ایالت تامائولیپاس قرار دارد و جمعیت آن طبق سرشماری سال ۲۰۱۰ میلادی ۱۹۷٬۲۱۶ نفر بوده است.